# Campionato europeo rally
Il Campionato Europeo rally FIA (FIA European Rally Championship), è un campionato europeo di rally organizzato da Eurosport Events in collaborazione con la Federazione Internazionale dell'Automobile, si disputa annualmente dal 1953 e le prove si disputano su vari fondi stradali.

## Albo d'oro

Renato Travaglia, due volte campione europeo (2002 e 2005) qui nel 2008 al Rally Costa Smeralda

| Anno | Anno | Pilota               | Vettura                                                |
| ---- | ---- | -------------------- | ------------------------------------------------------ |
| 1953 | 1953 | Helmut Polensky      | Porsche 356 Coupé, FIAT 1100                           |
| 1954 | 1954 | Walter Schlüter      | DKW 3=6 F91 Sonderklasse                               |
| 1955 | 1955 | Werner Engel         | Mercedes-Benz 300 SL                                   |
| 1956 | 1956 | Walter Schock        | Mercedes-Benz 220, Mercedes-Benz 300 SL                |
| 1957 | 1957 | Ruprecht Hopfen      | Borgward Isabella, Saab 93                             |
| 1958 | 1958 | Gunnar Andersson     | Volvo PV444, Volvo PV544                               |
| 1959 | 1959 | Paul Coltelloni      | Citroën ID 19                                          |
| 1960 | 1960 | Walter Schock        | Mercedes-Benz 220 SE                                   |
| 1961 | 1961 | Hans-Joachim Walter  | Porsche 356 Carrera Coupé                              |
| 1962 | 1962 | Eugen Böhringer      | Mercedes-Benz 220 SE                                   |
| 1963 | 1963 | Gunnar Andersson     | Volvo 122 S, Volvo PV544                               |
| 1964 | 1964 | Tom Trana            | Volvo PV544 S                                          |
| 1965 | 1965 | Rauno Aaltonen       | BMC Mini Cooper S                                      |
| 1966 | G1   | Lillebror Nasenius   | Opel Rekord                                            |
| 1966 | G2   | Sobiesław Zasada     | BMC Mini Cooper S, Steyr-Puch 650 TR                   |
| 1966 | G3   | Günter Klass         | Porsche 911                                            |
| 1967 | G1   | Sobiesław Zasada     | Porsche 911 S, Porsche 912                             |
| 1967 | G2   | Bengt Söderström     | Ford Lotus Cortina                                     |
| 1967 | G3   | Vic Elford           | Porsche 911 S                                          |
| 1968 | 1968 | Pauli Toivonen       | Porsche 911 T                                          |
| 1969 | 1969 | Harry Källström      | Lancia Fulvia Coupé HF 1.3, Lancia Fulvia Coupé HF 1.6 |
| 1970 | 1970 | Jean-Claude Andruet  | Alpine-Renault A110 1600                               |
| 1971 | 1971 | Sobiesław Zasada     | BMW 2002 TI                                            |
| 1972 | 1972 | Raffaele Pinto       | Fiat 124 Abarth Rally                                  |
| 1973 | 1973 | Sandro Munari        | Lancia Fulvia Coupé HF 1.6                             |
| 1974 | 1974 | Walter Röhrl         | Opel Ascona A                                          |
| 1975 | 1975 | Maurizio Verini      | Fiat 124 Abarth Rally                                  |
| 1976 | 1976 | Bernard Darniche     | Lancia Stratos HF                                      |
| 1977 | 1977 | Bernard Darniche     | Lancia Stratos HF                                      |
| 1978 | 1978 | Tony Carello         | Lancia Stratos HF                                      |
| 1979 | 1979 | Jochi Kleint         | Opel Ascona B, Opel Kadett GT/E                        |
| 1980 | 1980 | Antonio Zanini       | Porsche 911 SC                                         |
| 1981 | 1981 | Adartico Vudafieri   | Fiat 131 Abarth Rally                                  |
| 1982 | 1982 | Antonio Fassina      | Opel Ascona 400                                        |
| 1983 | 1983 | Miki Biasion         | Lancia Rally 037                                       |
| 1984 | 1984 | Carlo Capone         | Lancia Rally 037                                       |
| 1985 | 1985 | Dario Cerrato        | Lancia Rally 037                                       |
| 1986 | 1986 | Fabrizio Tabaton     | Lancia Delta S4                                        |
| 1987 | 1987 | Dario Cerrato        | Lancia Delta HF 4WD                                    |
| 1988 | 1988 | Fabrizio Tabaton     | Lancia Delta HF 4WD, Lancia Delta Integrale            |
| 1989 | 1989 | Yves Loubet          | Lancia Delta Integrale                                 |
| 1990 | 1990 | Robert Droogmans     | Lancia Delta Integrale 16V                             |
| 1991 | 1991 | Piero Liatti         | Lancia Delta Integrale 16V                             |
| 1992 | 1992 | Erwin Weber          | Mitsubishi Galant VR-4                                 |
| 1993 | 1993 | Pierre-César Baroni  | Ford Escort RS Cosworth                                |
| 1994 | 1994 | Patrick Snijers      | Ford Escort RS Cosworth                                |
| 1995 | 1995 | Enrico Bertone       | Toyota Celica Turbo 4WD                                |
| 1996 | 1996 | Armin Schwarz        | Toyota Celica GT-Four ST205                            |
| 1997 | 1997 | Krzysztof Hołowczyc  | Subaru Impreza 555                                     |
| 1998 | 1998 | Andrea Navarra       | Subaru Impreza 555                                     |
| 1999 | 1999 | Enrico Bertone       | Renault Mégane Maxi                                    |
| 2000 | 2000 | Henrik Lundgaard     | Toyota Corolla WRC                                     |
| 2001 | 2001 | Armin Kremer         | Toyota Corolla WRC                                     |
| 2002 | 2002 | Renato Travaglia     | Peugeot 206 WRC                                        |
| 2003 | 2003 | Bruno Thiry          | Peugeot 206 WRC                                        |
| 2004 | 2004 | Simon Jean-Joseph    | Renault Clio S1600                                     |
| 2005 | 2005 | Renato Travaglia     | Renault Clio S1600                                     |
| 2006 | 2006 | Giandomenico Basso   | Fiat Abarth Grande Punto S2000                         |
| 2007 | 2007 | Simon Jean-Joseph    | Citroën C2 S1600, Citroën C2 R2                        |
| 2008 | 2008 | Luca Rossetti        | Peugeot 207 S2000                                      |
| 2009 | 2009 | Giandomenico Basso   | Abarth Grande Punto S2000                              |
| 2010 | 2010 | Luca Rossetti        | Abarth Grande Punto S2000                              |
| 2011 | 2011 | Luca Rossetti        | Abarth Grande Punto S2000                              |
| 2012 | 2012 | Juho Hänninen        | Škoda Fabia S2000                                      |
| 2013 | 2013 | Jan Kopecký          | Škoda Fabia S2000                                      |
| 2014 | 2014 | Esapekka Lappi       | Škoda Fabia S2000                                      |
| 2015 | 2015 | Kajetan Kajetanowicz | Ford Fiesta R5                                         |
| 2016 | 2016 | Kajetan Kajetanowicz | Ford Fiesta R5                                         |
| 2017 | 2017 | Kajetan Kajetanowicz | Ford Fiesta R5                                         |
| 2018 | 2018 | Aleksej Luk'janjuk   | Ford Fiesta R5                                         |
| 2019 | 2019 | Chris Ingram         | Škoda Fabia R5, Škoda Fabia R5/Rally2 evo              |
| 2020 | 2020 | Aleksej Luk'janjuk   | Citroën C3 R5                                          |
| 2021 | 2021 | Andreas Mikkelsen    | Škoda Fabia R5/Rally2 evo                              |
| 2022 | 2022 | Efrén Llarena        | Škoda Fabia R5/Rally2 evo                              |
| 2023 | 2023 | Hayden Paddon        | Hyundai i20 N Rally2                                   |
| 2024 | 2024 | Hayden Paddon        | Hyundai i20 N Rally2                                   |

## Vittorie costruttori
| Costruttore    | Totale | Stagioni                                                                           |
| -------------- | ------ | ---------------------------------------------------------------------------------- |
| Lancia         | 15     | 1969, 1973, 1976, 1977, 1978, 1983, 1984, 1985, 1986, 1987, 1988, 1989, 1990, 1991 |
| FIAT           | 8      | 1972, 1975, 1981, 2006, 2009, 2010, 2011                                           |
| Ford           | 8      | 1967 (G2), 1993, 1994, 2015, 2016, 2017, 2018                                      |
| Porsche        | 7      | 1953, 1961, 1966 (G3),1967 (G1 e G3),1968, 1980                                    |
| Škoda          | 6      | 2012, 2013, 2014, 2019, 2021, 2022                                                 |
| Mercedes-Benz  | 4      | 1955, 1956, 1960, 1962                                                             |
| Opel           | 4      | 1966 (G1), 1974, 1979, 1982                                                        |
| Toyota         | 4      | 1995, 1996, 2000, 2001                                                             |
| Citroën        | 3      | 1959, 2007, 2020                                                                   |
| Peugeot        | 3      | 2002, 2003, 2008                                                                   |
| Renault        | 3      | 1999, 2004, 2005                                                                   |
| Volvo          | 3      | 1958, 1963, 1964                                                                   |
| BMC            | 2      | 1965, 1966 (G2)                                                                    |
| Subaru         | 2      | 1997, 1998                                                                         |
| Hyundai        | 2      | 2023, 2024                                                                         |
| Mitsubishi     | 1      | 1992                                                                               |
| Alpine-Renault | 1      | 1970                                                                               |
| BMW            | 1      | 1971                                                                               |
| Borgward       | 1      | 1957                                                                               |
| DKW            | 1      | 1954                                                                               |